# 塞瓦斯托波爾站
塞瓦斯托波爾站（羅馬化：Sevastopolskaya）是莫斯科地鐵的一個車站，設計者是N. I. Demchinsky，Yu. A. Kolesnikova和Nina Alyoshina。車站開通於1983年。